# 瓦佐夫岩
62°42′37″S 60°07′06″W / 62.71028°S 60.11833°W

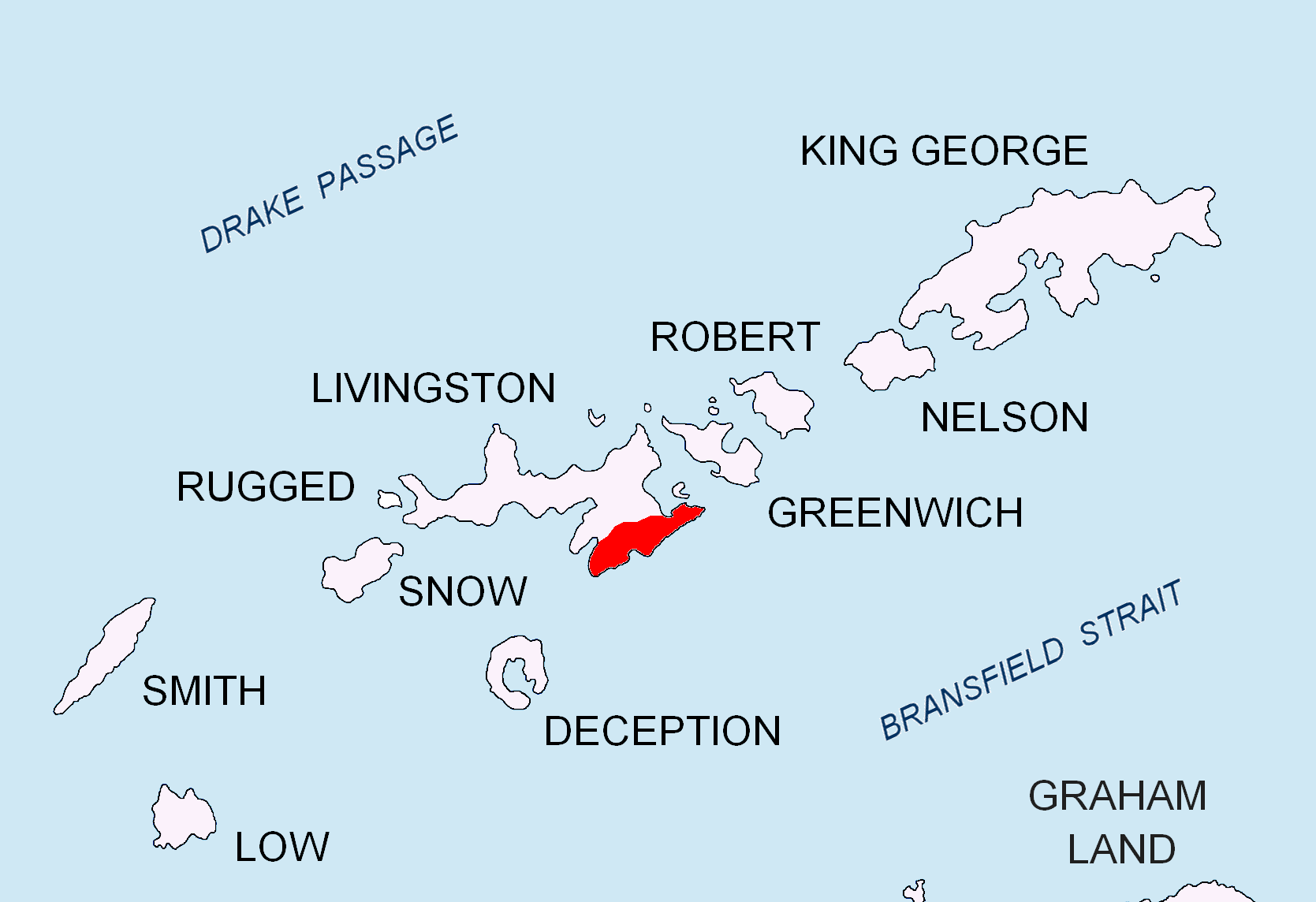

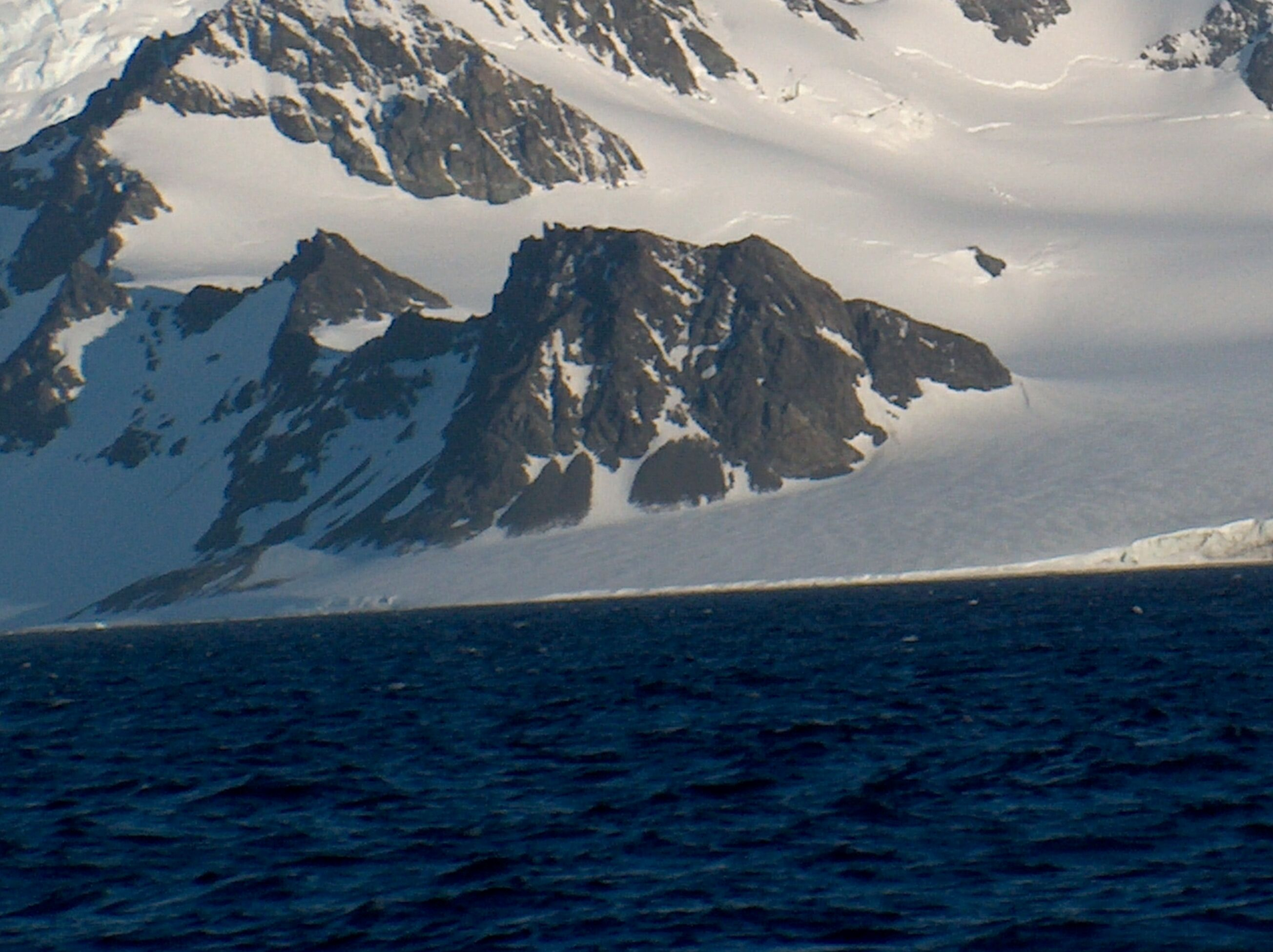

瓦佐夫岩是南極洲的岩石，位於南設得蘭群島的利文斯頓島東部，屬於騰格里山脈中佩舍夫嶺的一部分，海拔高度200米，處於尼多峰東北面3.02公里。

## 外部連結
- SCAR Composite Antarctic Gazetteer（页面存档备份，存于）

本條目包含來自Antarctic Place-names Commission of Bulgaria 的資料，並已獲授權使用。

 本条目引用的公有领域材料来自美国地质调查局的文档 《瓦佐夫岩》 （資料來自地名信息系统）。